# Iván Hurtado
Iván Jacinto Hurtado Angulo (Esmeraldas, 16 de agosto de 1974), mais conhecido por Iván Hurtado, é um ex-futebolista e político equatoriano que atuava como zagueiro. Seu último clube foi o 7 de Abril, da Série B2 (terceira divisão) do Campeonato Carioca.
Hurtado, considerado um dos melhores zagueiros da América Latina, jogou as Copas de 2002 e de 2006. Atuou também na Copa América de 2004 e de 2007 pelo Equador, que defendeu entre 1993 e 2014, sendo o recordista de participações por seu país, com 168 aparições. Foi justamente seu desempenho na Copa da Alemanha que chamou atenção de clubes europeus, como Wigan, Villarreal e Recreativo Huelva. Seu estilo de jogo lembrava bastante o do paraguaio Carlos Gamarra.

## Carreira
Bam Bam (apelido que recebeu do também jogador Danny Romero por ser considerado "bruto demais" para afastar a bola da área adversária), que foi revelado pelo Esmeraldas Petrolero em 1986, niciou sua carreira futebolística com apenas 17 anos, defendendo o Emelec. Foi neste clube que o zagueiro começou a se destacar, tendo jogado 102 partidas e marcado 10 gols, vencendo o .Campeonato Equatoriano em 1993 e 1994. Passou ainda pelo futebol mexicano, representando Celaya (1996–99), Tigres (1999–01) e Querétaro (2001–02), voltando rapidamente ao Emelec em 2001.
Após uma razoável passagem no Barcelona de Guayaquil (57 partidas e dois gols) em 2004, Hurtado teve sua única experiência no futebol europeu, jogando pelo Real Murcia, que durou pouco: apenas 15 jogos. Voltaria ao México em 2005, onde jogaria pelo Pachuca durante uma temporada.
Jogaria ainda por Al-Arabi, Al-Ahli Doha (não entrou em campo) e Atlético Nacional, Millonarios (permaneceu até junho de 2009, quando rescindiu o contrato
) e Deportivo Quito, além de mais duas passagens pelo Barcelona de Guayaquil. Permaneceu oito meses inativo em 2012, até assinar com o Grecia, clube da segunda divisão equatoriana, onde fez 11 partidas e marcou um gol. Encerrou sua carreira pela primeira vez em dezembro, aos 38 anos. Em outubro de 2014, o ex-zagueiro foi homenageado com um amistoso contra El Salvador, que marcou a partida de número 168 pela Seleção Equatoriana, pela qual não era convocado desde 2010.
Em 2015, voltou novamente aos gramados para defender o Deportivo Echeandía, equipe da Segunda Categoría (terceira divisão nacional), antes de se aposentar novamente ao encerramento da temporada. Após 3 anos fora dos gramados, Hurtado assinou com o 7 de Abril para disputar a Série B2 do Campeonato Carioca. Sua passagem pelo Cação Vermelho durou pouco tempo, e o zagueiro encerrou a carreira em definitivo no mesmo ano.

## Carreira internacional
Tendo feito sua estreia em maio de 1992 contra a Guatemala, Hurtado é o jogador que mais vezes defendeu a seleção do Equador, com 168 partidas, e até 2022, o atleta com mais jogos por uma seleção sul-americana, até o argentino Lionel Messi ultrapassar o zagueiro na partida contra a Austrália, válida pelas oitavas-de-final da Copa do Mundo, além de ser o décimo-sexto jogador com mais partidas internacionais.
Bam Bam é também o recordista de competições disputadas pela seleção, tendo atuado em 7 edições da Copa América, as Copas de 2002 e 2006 e a Copa Ouro da CONCACAF de 2002.

## Vida política
Após fechar a carreira de jogador, Hurtado não continuou no futebol, preferindo seguir carreira política. Filiado à Alianza País (mesmo partido do presidente Rafael Correa), o ex-atleta disputou as eleições gerais de 2013, conquistando uma cadeira na Assembleia Nacional do Equador - Agustín Delgado e Ulises de la Cruz, ex-companheiros de "Bam Bam" na seleção do Equador, também se elegeram.
Afastou-se em novembro de 2013 para disputar a prefeitura de sua cidade natal, Esmeraldas, mas acabou derrotado. Durante sua ausência na Assembleia, Isabel Mosquera ficou em seu lugar.

## Títulos
Emelec

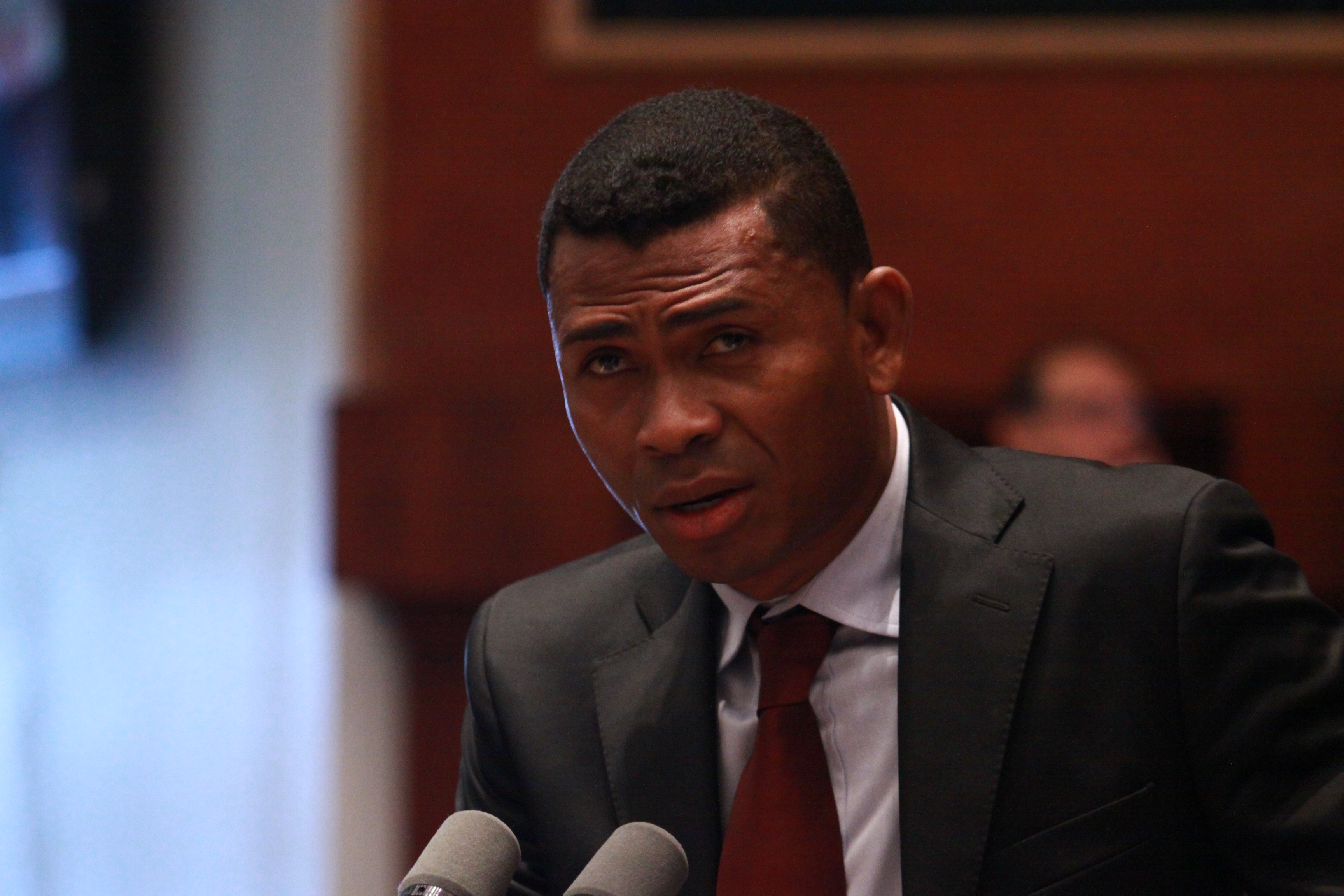
Hurtado durante homenagem póstuma feita pela Assembleia Nacional do Equador ao compatriota Christian Benítez, falecido em 2013.

- Campeonato Equatoriano: 1993, 1994

Atlético Nacional
- Campeonato Colombiano: 2007

Seleção Equatoriana
- Copa do Presidente da Coreia do Sul: 1995
- Canada Cup: 1999
- Copa Desafío Latino 2007